# کیم لیتل
کیم لیتل (انگلیسی: Kim Little؛ زادهٔ ۲۹ ژوئن ۱۹۹۰) بازیکن فوتبال اهل بریتانیا است.
از باشگاه‌هایی که در آن بازی کرده‌است می‌توان به باشگاه فوتبال هیبرنین، باشگاه فوتبال آرسنال، تیم فوتبال زنان آرسنال، و باشگاه فوتبال رین اشاره کرد.
وی همچنین در تیم‌های ملی فوتبال Scotland women's national under-19 football team، زنان اسکاتلند، و Great Britain women's Olympic football team بازی کرده‌است.